# Улица Димитрова (Витебск)
Улица Димитрова — улица в центральной части Витебска (Железнодорожный район). Названа в 1933 году в честь болгарского политика Георгия Димитрова (прежнее название — Канатная). Протяженность от улицы Советской Армии до улицы Гончарной составляет 1400 м. Застроена 2-4-этажными домами. Между улицей Димитрова и улицей Будённого находится зеленая зона. Улица также пересекается с улицами Кирова, Зеньковой, Евстигнеева, Белобородова.

## История и достопримечательности
Первые дома на будущей Канатной улице появились в конце XVIII века. Название Канатная произошло от находившейся здесь канатной фабрики.
Дома 4, 6, 9, 21/6, 23/3, 25, 28, 30, 32 были построены в конце XIX — начале XX века и входят в Государственный список историко-культурных ценностей Республики Беларусь.
Дом 9 изначально относился к находящемуся здесь рыбному заводу и был одноэтажным. Тут была контора и квартиры сотрудников предприятия. Затем завод был перенесен на 18-ю Городокскую улицу (в наши дни — это район современной Ленинградской улицы), а дом был надстроен вторым этажом и полностью отдан под жилье. Напротив него, на месте современного жилого дома номер 8 с 1947 по 1969 год находился районный дом культуры. 

Дома — памятники
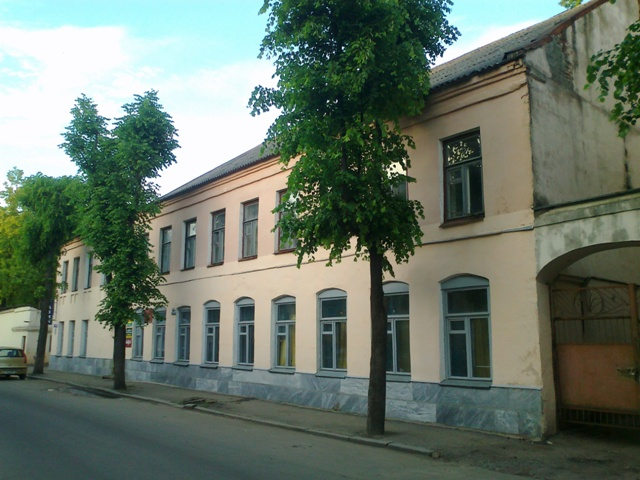
дом 6
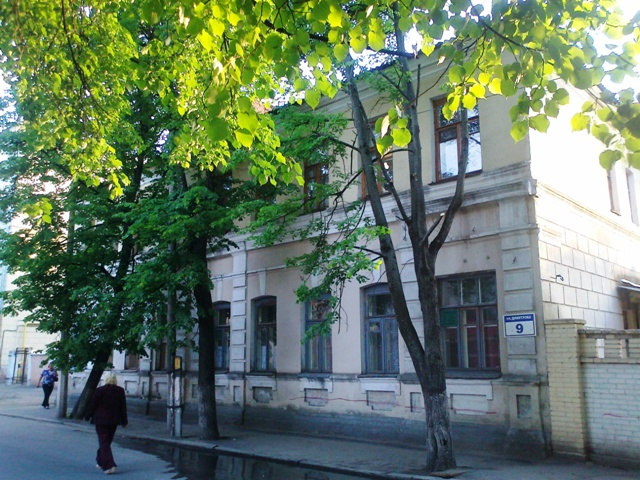
дом 9
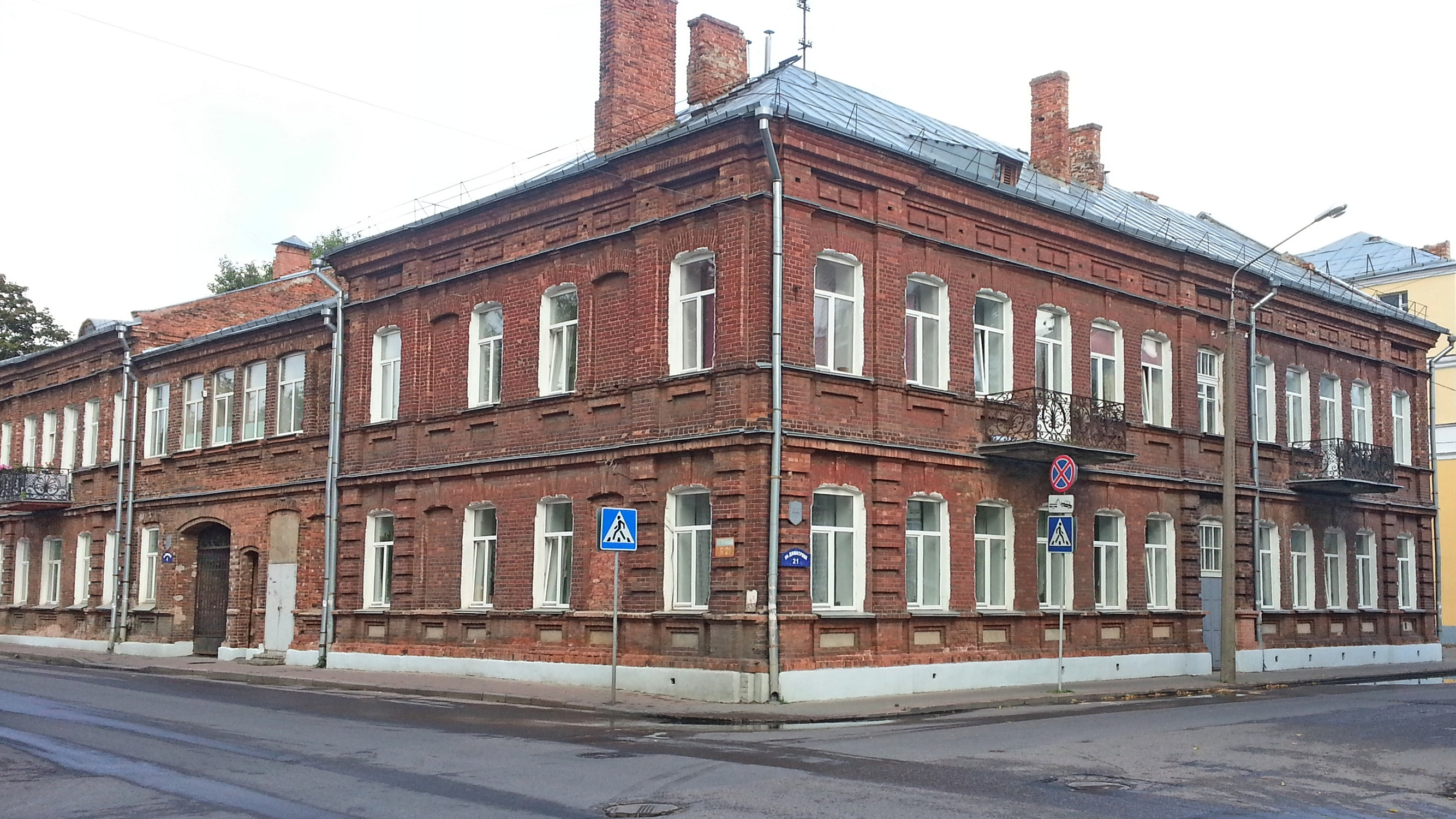
дом 21
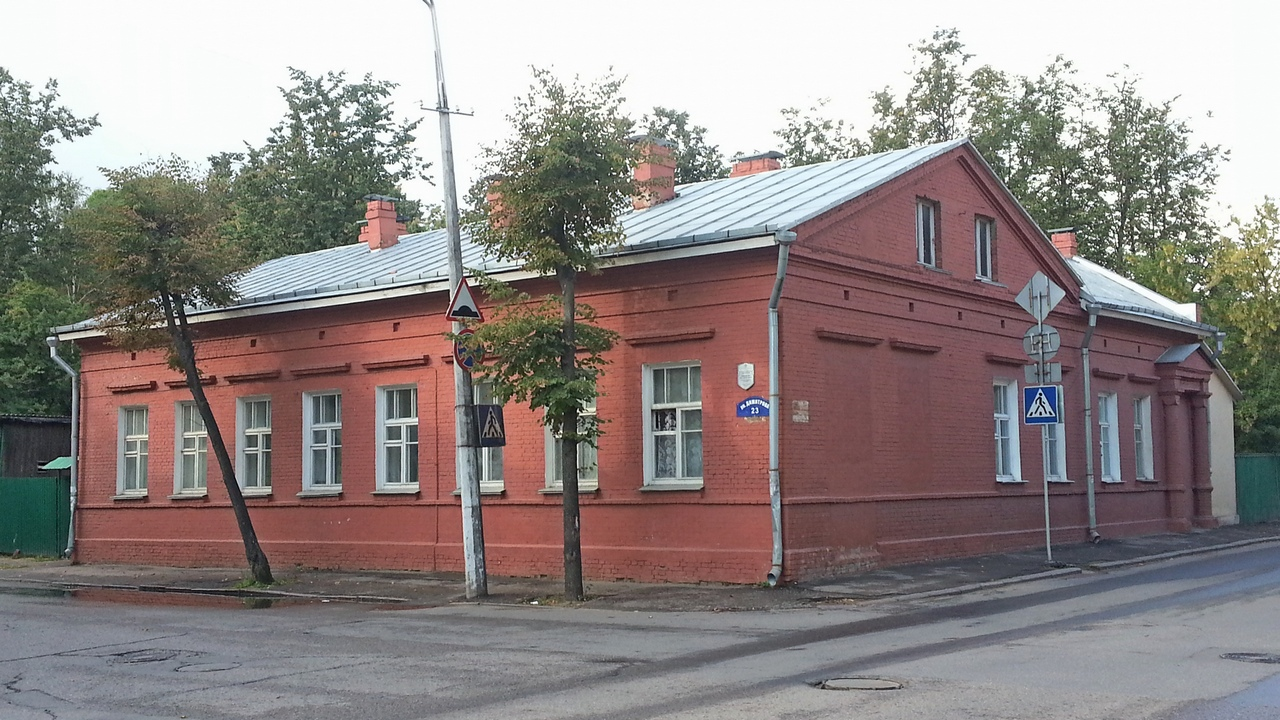
дом 23

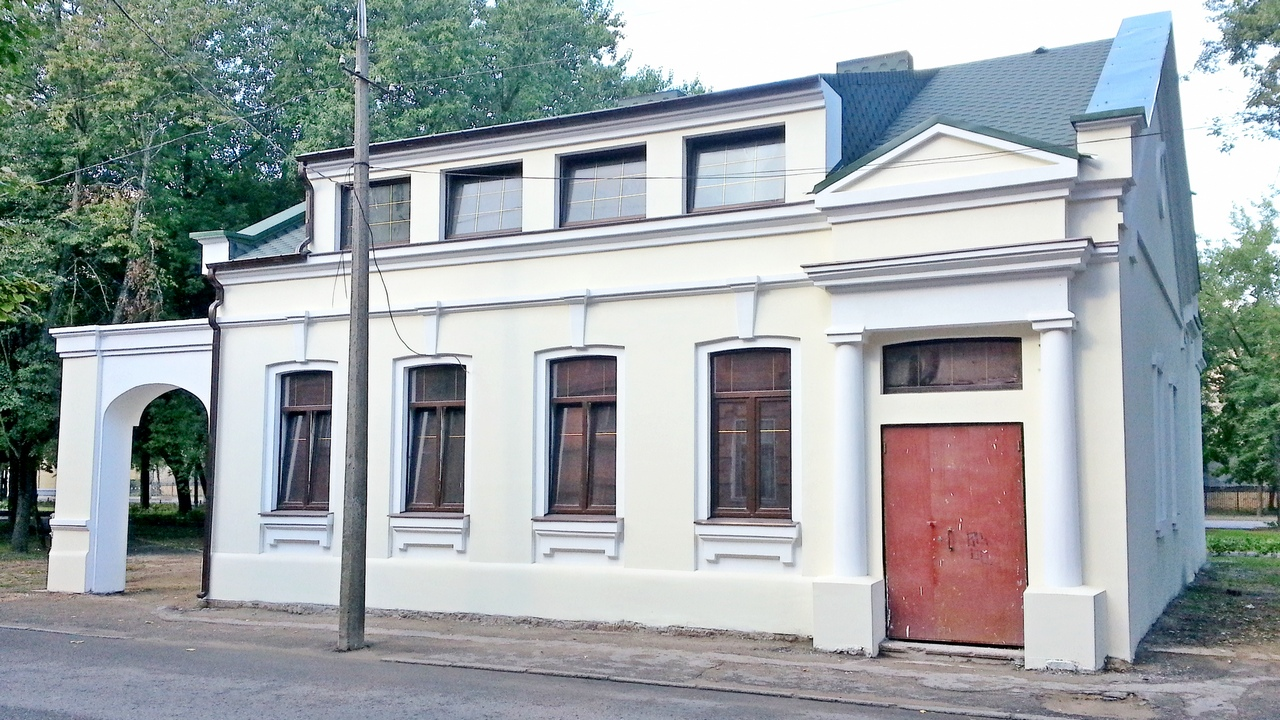
дом 25
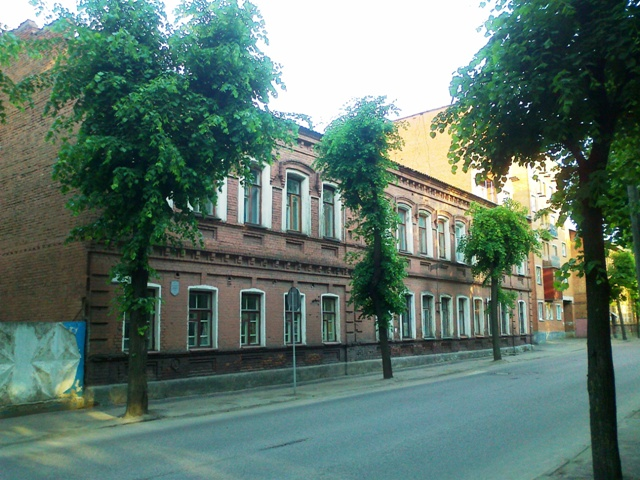
дом 28
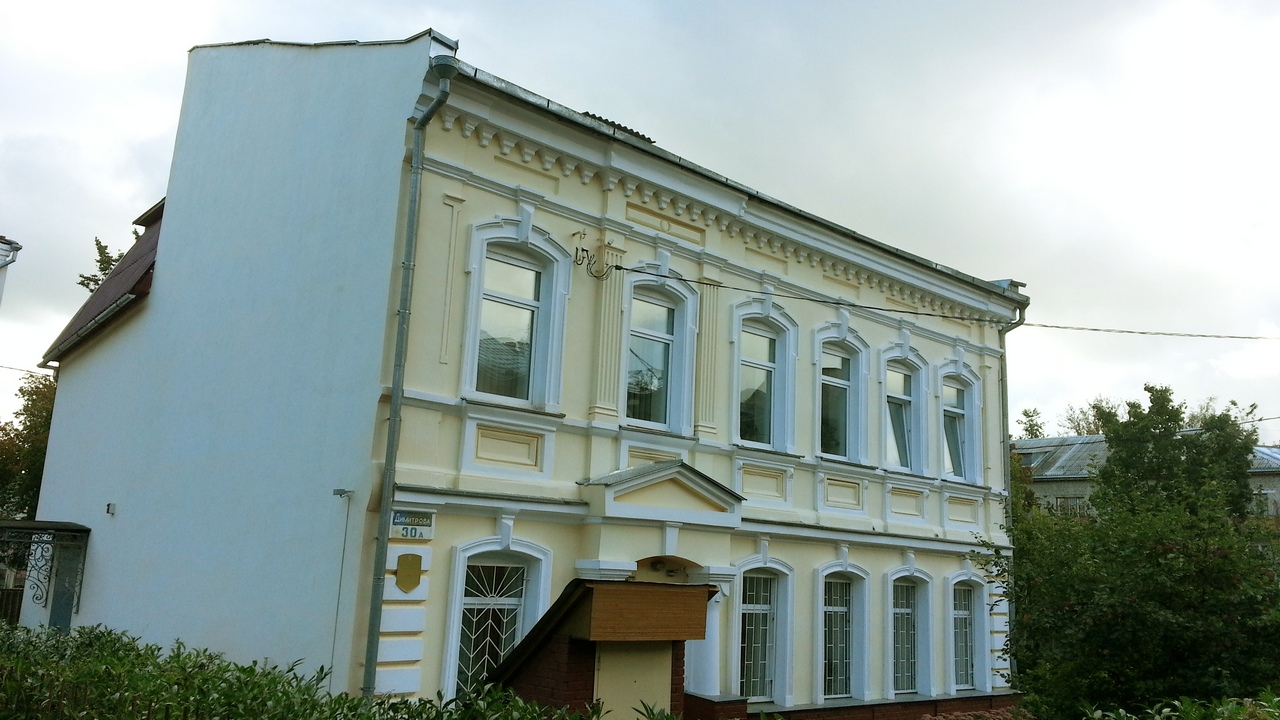
дом 30
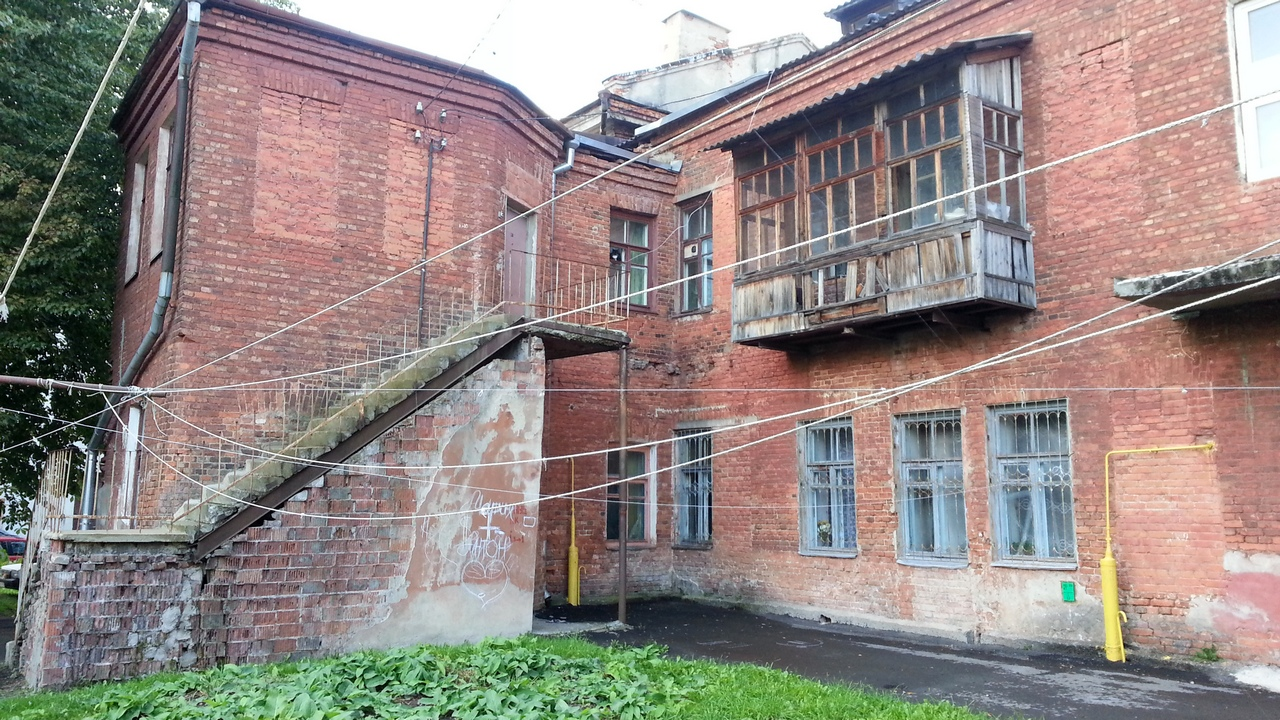
дом 32